# Frans Hubert Edouard Arthur Walter Robyns
Frans Hubert Edouard Arthur Walter Robyns  (firmaba Walter Robyns) (1901 - 1986) fue un botánico belga, y director honorario del Jardín Botánico Nacional de Bélgica.
De 1912 a 1918 estudia humanidades en el "Petit Séminaire de Saint-Trond". Ya en esa época se apasiona por la botánica, y forma un herbario con la flora de la región, con más de 300 especímenes.
Realiza dos prolongadas estancias en el Real Jardín Botánico de Kew, viajes por África central, investigando, identificando y clasificando muchos grupos de especies tropicales africanas, especialmente de Rubiaceae, Poaceae, y leguminosas, siendo luego Director del Jardín Botánico Nacional de Bélgica, de 1932 a 1966, donde organizó su transferencia desde Bruselas a Bouchout Domain en Meise.
Fue iniciador de la serie monográfica de la flora de África central, aún hoy continuada Flore d'Afrique centrale; y fue de los fundadores de la "International Association for Plant Taxonomy".

## Algunas publicaciones

### Libros
- 1929. Flore agrostologique du Congo Belge et du Ruanda-Urundi. Ed. Goemaere. 2 vols. il. 54 planchas

- 1931. Les espèces congolaises du genre Digitaria Haller Ed. G. van Campenhout. 52 pp., 6 planchas: il.

- 1932. Les espèces congolaises du genre Panicum L. Ed. Hayez. 66 pp., 5 planchas: il.

- 1936. Contribution à l'étude des formations herbeuses du district forestier central du Congo belge : essai de phytogéographie et de phytosociologie. Ed. G. van Campenhout. 151 pp. 15 planchas: il.

- Robyns, W; SH Lamb. 1939. Preliminary Ecological Survey of the Island of Hawaii'. Ed. Bulletin XV/3 du Jardin Botanique, Bruselas

- 1947. Flore Des Spermatophytes Du Parc National Albert Vol. II. Sympétales. Ed. Institut des Parcs Nationaux du Congo Belge. 627 pp.

- 1948. Les Territoires Biogeographiques Du Parc National Albert. Ed. Klindts

- 1958.  Flore Du Congo Belge Et Du Ruanda-Urundi. Spermatophytes. Ed. I.N.É.A.C. 67 pp.

## Honores

### Eponimia
Géneros
- (Amaranthaceae) Robynsiella Suess.[1]

- (Amaryllidaceae) Robynsia Drapiez[2]

- (Fabaceae) Robynsia M.Martens & Galeotti[3]

- (Fabaceae) Robynsiophyton R.Wilczek[4]

- (Poaceae) Robynsiochloa Jacq.-Fél.[5]

- (Rubiaceae) Robynsia Hutch.[6]

Especies (33 + 16 + 6 + 5 registros)
- (Asteraceae) Aster robynsianus J.Rousseau[7]

- (Bombacaceae) Pachira robynsii (Steyerm. & W.D.Stevens) W.S.Alverson[8]

- (Convolvulaceae) Calycobolus robynsianus Lejoly & Lisowski[9]

- (Crassulaceae) Kalanchoe robynsiana Raym.-Hamet[10]

- (Fabaceae) Gilbertiodendron robynsianum Aubrév. & Pellegr.[11]

- (Vitaceae) Cyphostemma robynsii (Dewit) Desc.[12]

- La abreviatura «Robyns» se emplea para indicar a Frans Hubert Edouard Arthur Walter Robyns como autoridad en la descripción y clasificación científica de los vegetales.[13]